# Martin Hanzal
Martin Hanzal (né le 20 février 1987 à Písek en Tchécoslovaquie aujourd'hui ville de République tchèque) est un joueur professionnel tchèque de hockey sur glace.

## Carrière

### Carrière en club

#### Carrière en Europe
Il commence sa carrière en jouant dès 2001 avec l'équipe junior du HC České Budějovice. En 2004, il joue dans l'équipe sénior qui évolue alors en seconde division (1.liga) de République tchèque. Il aide alors son équipe à finir à la première place de la division.
Au cours de l'été qui suit, il participe au repêchage d'entrée dans la Ligue nationale de hockey et est choisi lors de la première ronde par les Coyotes de Phoenix, 17e joueur choisi au total. Il joue encore le début de la saison 2005-2006 dans son pays avant de rejoindre l'Amérique du Nord.

#### Carrière en Amérique du Nord
Il finit la saison 2005-2006 avec l'équipe des Lancers d'Omaha dans l'USHL puis la saison suivante, il joue pour les Rebels de Red Deer de la Ligue de hockey de l'Ouest.
Il fait ses débuts dans la LNH pour la 2007-2008 avec les Coyotes. Pour son premier match dans la LNH, il marque son premier point le 4 octobre contre les Blues de Saint-Louis.
Le 26 février 2017 , il est échangé au Wild du Minnesota.

### Carrière internationale
Il fait ses débuts avec l'équipe de République tchèque lors du championnat du monde junior moins de 18 ans en 2005. Il est alors élu dans l'équipe type du tournoi alors que l'équipe finit à la quatrième place du tournoi.
Il joue également lors du championnat du monde junior de 2006 et en 2007, où il remporte respectivement la médaille de bronze et la cinquième place.

## Statistiques
Pour les significations des abréviations, voir Statistiques du hockey sur glace.

### Statistiques en club
| Saison     | Équipe                     | Ligue            |     | Saison régulière | Saison régulière | Saison régulière | Saison régulière | Saison régulière |    | Séries éliminatoires | Séries éliminatoires | Séries éliminatoires | Séries éliminatoires | Séries éliminatoires |  |
| Saison     | Équipe                     | Ligue            | PJ  | B                | A                | Pts              | Pun              | PJ               | B  | A                    | Pts                  | Pun                  |                      |                      |  |
| 2001-2002  | HC České Budějovice U18    | Extraliga Jr. 18 | 14  | 4                | 2                | 6                | 2                | -                | -  | -                    | -                    | -                    |                      |                      |  |
| 2002-2003  | HC České Budějovice U18    | Extraliga Jr. 18 | 35  | 13               | 17               | 30               | 22               | 7                | 1  | 3                    | 4                    | 25                   |                      |                      |  |
| 2003-2004  | HC České Budějovice U18    | Extraliga Jr. 18 | 2   | 0                | 2                | 2                | 2                | 2                | 1  | 0                    | 1                    | 4                    |                      |                      |  |
| 2003-2004  | HC České Budějovice U20    | Extraliga Jr. 20 | 53  | 15               | 7                | 22               | 32               | -                | -  | -                    | -                    | -                    |                      |                      |  |
| 2004-2005  | HC České Budějovice U20    | Extraliga Jr. 20 | 37  | 22               | 22               | 44               | 80               | -                | -  | -                    | -                    | -                    |                      |                      |  |
| 2004-2005  | HC České Budějovice        | 1.liga           | 15  | 1                | 2                | 3                | 2                | 6                | 0  | 0                    | 0                    | 6                    |                      |                      |  |
| 2005-2006  | HC České Budějovice U20    | Extraliga Jr. 20 | 7   | 3                | 5                | 8                | 20               | -                | -  | -                    | -                    | -                    |                      |                      |  |
| 2005-2006  | HC České Budějovice        | Extraliga        | 19  | 0                | 1                | 1                | 10               | -                | -  | -                    | -                    | -                    |                      |                      |  |
| 2005-2006  | BK Mladá Boleslav          | 1.liga           | 5   | 2                | 0                | 2                | 0                | -                | -  | -                    | -                    | -                    |                      |                      |  |
| 2005-2006  | Lancers d'Omaha            | USHL             | 19  | 4                | 15               | 19               | 30               | 5                | 1  | 0                    | 1                    | 4                    |                      |                      |  |
| 2006-2007  | Rebels de Red Deer         | LHOu             | 60  | 26               | 59               | 85               | 94               | 6                | 2  | 7                    | 9                    | 19                   |                      |                      |  |
| 2007-2008  | Coyotes de Phoenix         | LNH              | 72  | 8                | 27               | 35               | 28               | -                | -  | -                    | -                    | -                    |                      |                      |  |
| 2008-2009  | Coyotes de Phoenix         | LNH              | 74  | 11               | 20               | 31               | 40               | -                | -  | -                    | -                    | -                    |                      |                      |  |
| 2009-2010  | Coyotes de Phoenix         | LNH              | 81  | 11               | 22               | 33               | 104              | 7                | 0  | 3                    | 3                    | 10                   |                      |                      |  |
| 2010-2011  | Coyotes de Phoenix         | LNH              | 61  | 16               | 10               | 26               | 54               | 4                | 1  | 2                    | 3                    | 8                    |                      |                      |  |
| 2011-2012  | Coyotes de Phoenix         | LNH              | 64  | 8                | 26               | 34               | 63               | 12               | 3  | 3                    | 6                    | 8                    |                      |                      |  |
| 2012-2013  | HC České Budějovice        | Extraliga        | 18  | 8                | 11               | 19               | 73               | -                | -  | -                    | -                    | -                    |                      |                      |  |
| 2012-2013  | Coyotes de Phoenix         | LNH              | 39  | 11               | 12               | 23               | 24               | -                | -  | -                    | -                    | -                    |                      |                      |  |
| 2013-2014  | Coyotes de Phoenix         | LNH              | 65  | 15               | 25               | 40               | 73               | -                | -  | -                    | -                    | -                    |                      |                      |  |
| 2014-2015  | Coyotes de l'Arizona       | LNH              | 37  | 8                | 16               | 24               | 31               | -                | -  | -                    | -                    | -                    |                      |                      |  |
| 2015-2016  | Coyotes de l'Arizona       | LNH              | 64  | 13               | 28               | 41               | 77               | -                | -  | -                    | -                    | -                    |                      |                      |  |
| 2016-2017  | Coyotes de l'Arizona       | LNH              | 51  | 16               | 10               | 26               | 43               | -                | -  | -                    | -                    | -                    |                      |                      |  |
| 2016-2017  | Wild du Minnesota          | LNH              | 20  | 4                | 9                | 13               | 10               | 5                | 1  | 0                    | 1                    | 0                    |                      |                      |  |
| 2017-2018  | Stars de Dallas            | LNH              | 38  | 5                | 5                | 10               | 23               | -                | -  | -                    | -                    | -                    |                      |                      |  |
| 2018-2019  | Stars de Dallas            | LNH              | 7   | 1                | 1                | 2                | 4                | -                | -  | -                    | -                    | -                    |                      |                      |  |
|            |                            |                  |     |                  |                  |                  |                  |                  |    |                      |                      |                      |                      |                      |  |
| 2020-2021  | HC Samson České Budějovice | Tchéquie D4      | 1   | 3                | 1                | 4                | 0                | -                | -  | -                    | -                    | -                    |                      |                      |  |
| 2021-2022  | HC Samson České Budějovice | Tchéquie D4      | 18  | 23               | 34               | 57               | 12               | 9                | 11 | 13                   | 24                   | 8                    |                      |                      |  |
| 2022-2023  | HC Samson České Budějovice | Tchéquie D4      | 16  | 21               | 31               | 52               | 14               | 9                | 12 | 14                   | 26                   | 12                   |                      |                      |  |
| Totaux LNH | Totaux LNH                 | Totaux LNH       | 673 | 127              | 211              | 338              | 574              | 28               | 5  | 8                    | 13                   | 47                   |                      |                      |  |

### Statistiques en équipe nationale
| Année | Évènement                            |   | PJ | B | A | Pts | Pun | +/-                |  | Résultat |
| 2005  | Championnat du monde moins de 18 ans | 7 | 4  | 3 | 7 | 10  | +7  | 4e place           |  |          |
| 2006  | Championnat du monde junior          | 6 | 0  | 2 | 2 | 4   | -1  | Médaille de bronze |  |          |
| 2007  | Championnat du monde junior          | 6 | 2  | 1 | 3 | 6   | -3  | 5e place           |  |          |
| 2014  | Jeux olympiques                      | 4 | 0  | 1 | 1 | 4   | 0   | Sixième place      |  |          |

## Trophées et honneurs personnels
- 2006-2007 : nommé dans la deuxième équipe d'étoiles de l'association Est de la LHOu.